# Curragh
Curragh (iriska An Currach) är en slätt i grevskapet Kildare i Republiken Irland, mellan Newbridge och Kildare. Området är berömt för att det används för uppfödning och träning av hästar.